# 太田資晴
太田 資晴（おおた すけはる）は、江戸時代中期の大名。駿河国田中藩2代藩主、陸奥国棚倉藩主、上野国館林藩主。江戸幕府の寺社奉行、若年寄、大坂城代。官位は従五位下・備中守。掛川藩太田家4代。

## 生涯
田中藩初代藩主・太田資直の五男として誕生した。4人の兄が早世したため世子となり、宝永2年（1705年）に父の死により家督を相続した。同年、陸奥棚倉に移封された。享保8年（1723年）に奏者番、享保10年（1725年）寺社奉行、享保13年（1728年）に若年寄と累進し、上野館林に転封。享保19年（1734年）には大坂城代に任じられ、摂津国周辺で5万石を与えられた。
元文5年（1740年）に45歳で死去。跡を長男の資俊が継いだ。

## 系譜
父母
- 太田資直（父）
- 板倉重常の娘（母）

正室
- 戸田氏定の娘

子女
- 太田資愛（長男）生母は正室
- 太田資胤（次男）
- 太田晴郷（五男）
- 戸田氏住（七男）
- 佐野茂幸
- 千本嘉隆（九男）
- 太田資賢正室のち加藤泰都継室
- 角倉玄篤室
- 堀田正邦正室
- 太田資知正室
- 井上正辰正室
- 芳春院 ー 太田資俊の養女、松平乗穏正室